# معبد إدفو
معبد إدفو أو معبد حورس، هو ثاني معابد مصر القديمة حجماً، بعد معبد الكرنك، يقع بمدينة إدفو في صعيد مصر على الضفة الغربية لنهر النيل والتي عُرفّت خلال الفترة الهلينستية في اليونانية العامية باسم (Ἀπόλλωνος πόλις) وفي اللاتينية (Apollonopolis Magna)، يمثل المعبد إحدى آخر محاولات البطالمة لبناء معابد على نسق أسلافهم هيئة وفخامة. استغرق بناء معبد حورس نحو 180 سنة.
كُرس المعبد للإله الرئيسي حورس، الذي حُددّ بوصفه أبولو بموجب التفسير الإغريقي. وهو أحد أفضل المزارات المحفوظة في مصر. شُيدّ المعبد إبان حكم المملكة البطلمية بين 237 و57 ق. م. وتقدم النقوش على جدرانه معلومات مهمة عن اللغة والأساطير والدين خلال الفترة الهلنستية في مصر. وخاصة، أن نصوص بناء المعبد المنقوشة «تقدم تفاصيل [على حد سواء] عن بنائه وكذلك حفظ معلومات حول التفسير الأسطوري له ولكل المعابد الأخرى كجزيرة الخلق». توجد أيضاً «مشاهد ونقوش مهمة من الدراما المقدسة التي تروي الصراع القديم بين حورس وسيث.» فُسرّت خلال مشروع إدفو الألماني. خيث تذكر الرموز والحروف المحفورة الطقوس التي اتُبعت قديماً أن مبنى المعبد شُيد حيث دارت معركة عظيمة بين «حورس» و«ست».

## تاريخ بنائه

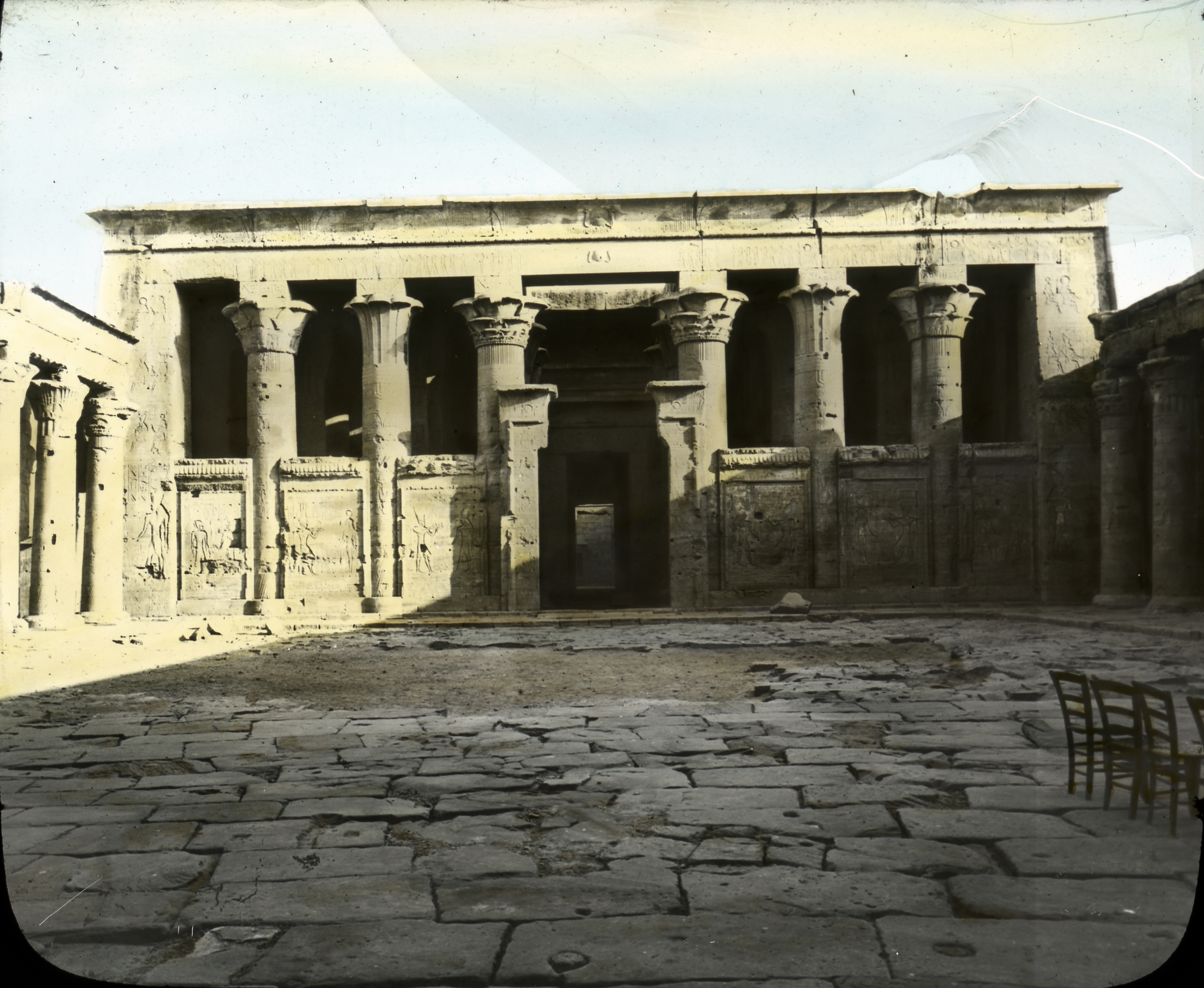
الجانب الشمالي من فناء معبد إدفو

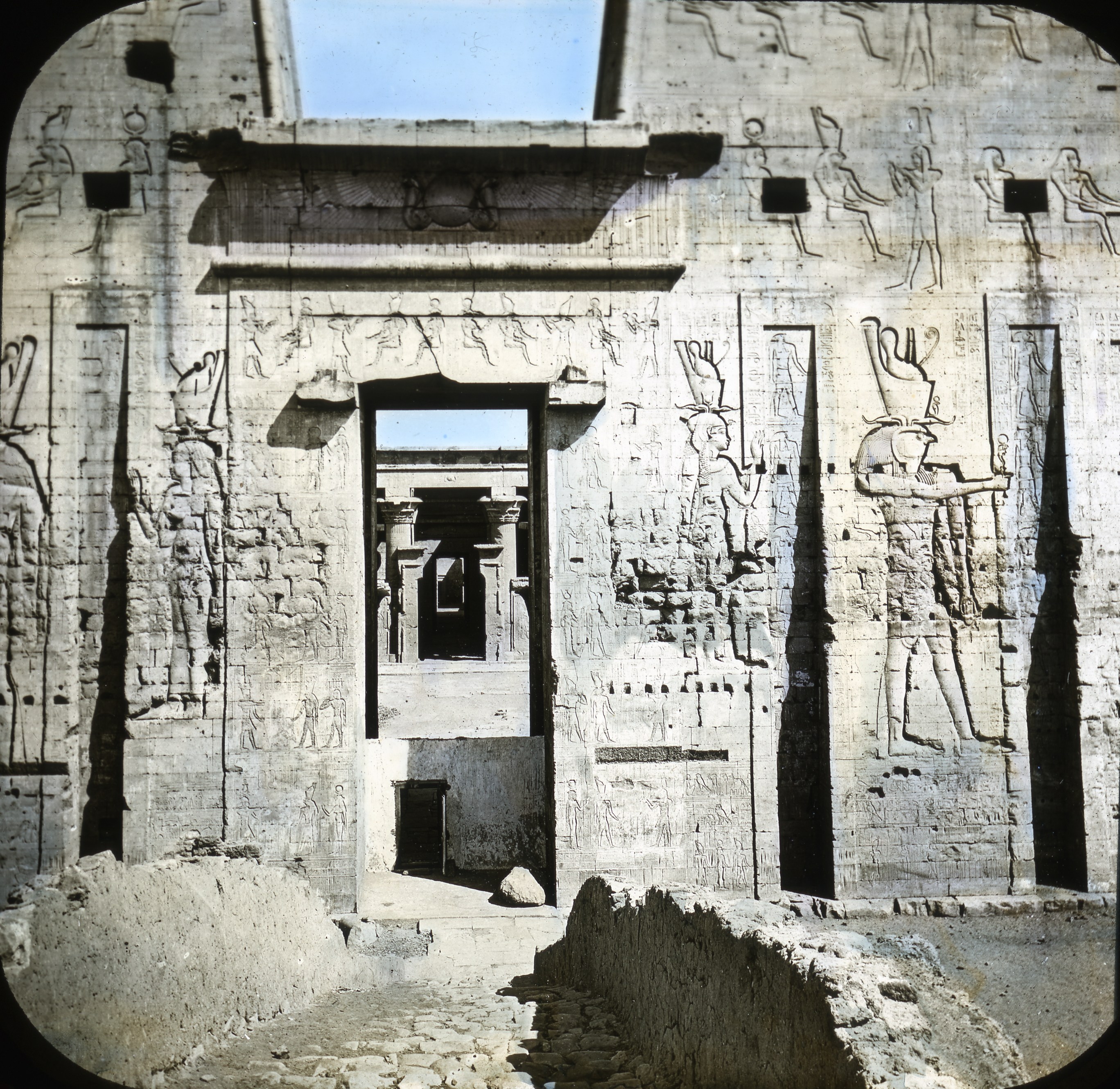
باب الصرح

كان معبد إدفو أحد المعابد العديدة التي بُنيذت خلال المملكة البطلمية، بما في ذلك مجمع معابد دندرة وإسنا وكوم أمبو وفيلة. التي يعكس حجمها الازدهار النسبي في ذلك الوقت. كان المعبد الحالي، الذي شُرعّ في بنائه «في 23 أغسطس 237 ق. م. يتألف في البداية من قاعة ذات أعمدة وقاعتين عرضيتين وحجرة قدس الأقداس محاطة بمحاريب صغيرة.» بدأ بناء المعبد في عهد بطليموس الثالث بطليموس الثالث إيرغيتيس واكتمل في عام 57 ق. م. في عهد بطليموس الثاني عشر الزمار. وقد بُنيّ على موقع معبد سابق أصغر حجماً كان مكرساً أيضاً لحورس، على الرغم من أن الهيكل السابق كان اتجاهه من الشرق إلى الغرب بدلاً من اتجاه الشمال إلى الجنوب كما هو الحال في الموقع الحالي. ويقع ذلك الصرح المدمر إلى الشرق من المعبد الحالي. حيث عُثرّ على أدلة كتابية تشير إلى وجود برنامج بناء في عهد ملوك المملكة الحديثة رمسيس الأول وسيتي الأول ورمسيس الثاني.

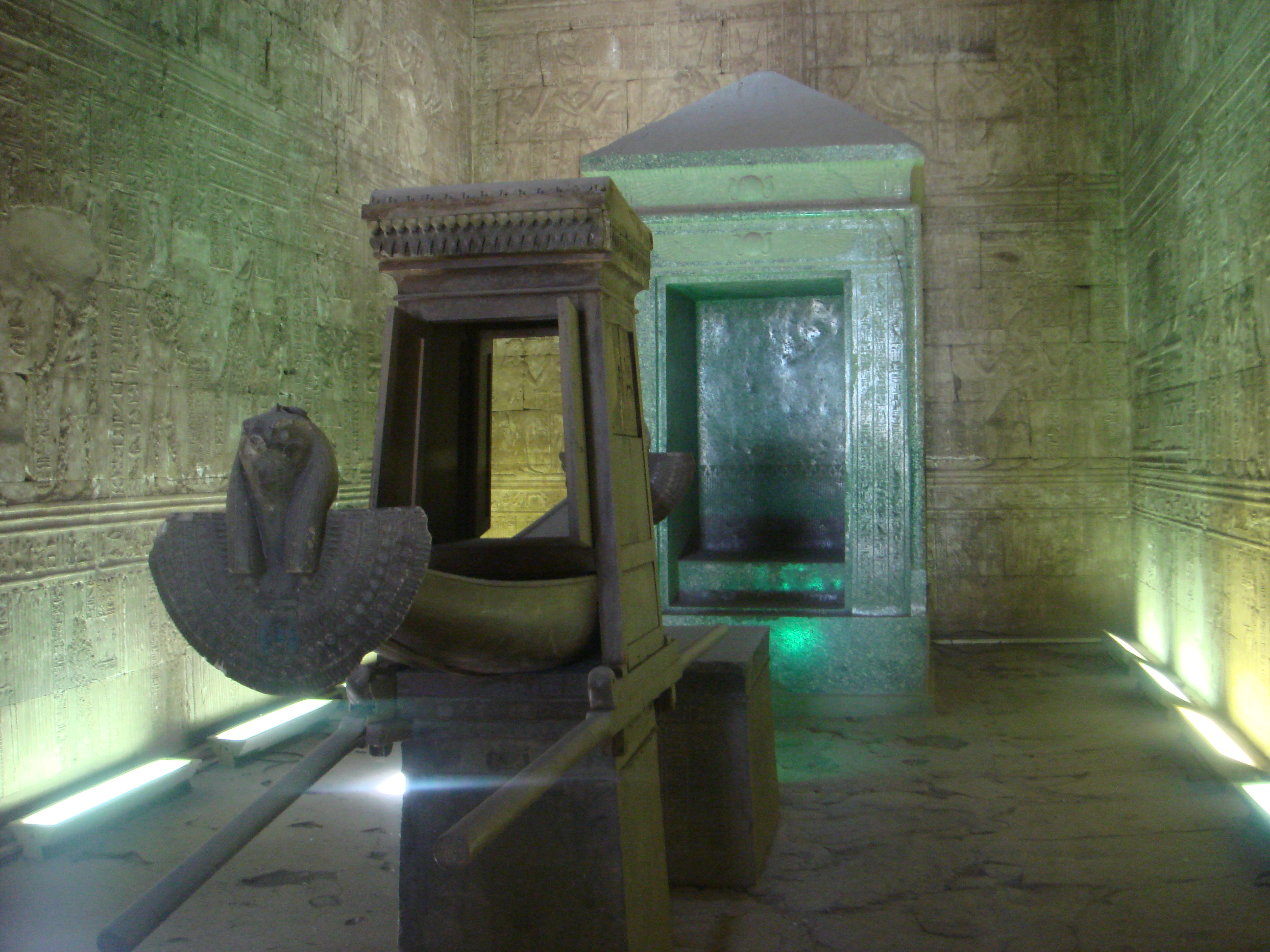
داخل قدس الأقداس في وسط المعبد.

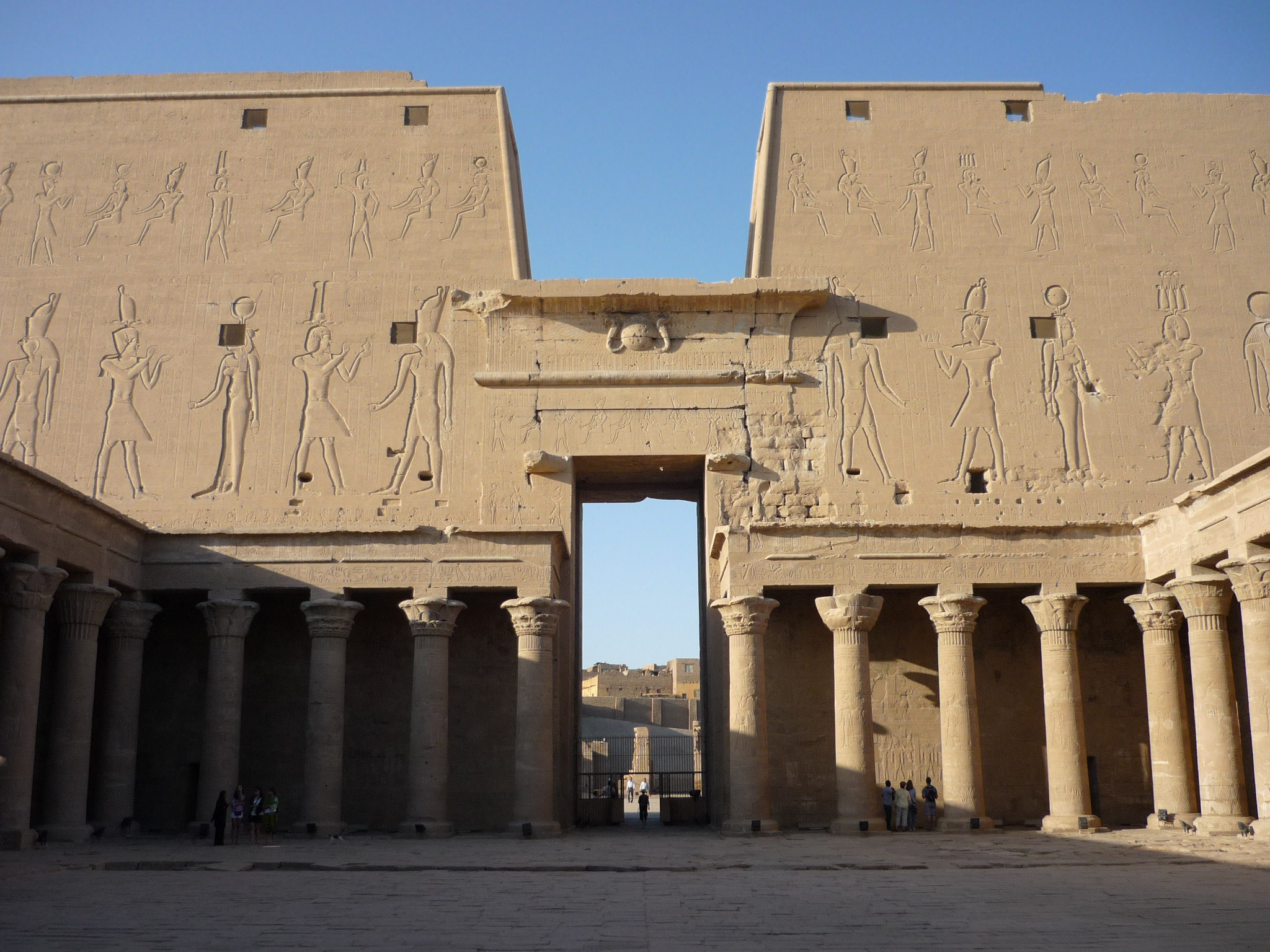
الفناء الأمامي للمعبد باتجاه الجنوب الشرقيع

يوجد ناووس لنختنبو الثاني، من بقايا مبنى سابق، محفوظ في الحرم الداخلي لوحده، بينما يحيط بقدس الأقداس تسعة محاريب.
وقع معبد إدفو في ضحية الإهمال باعتباره أثراً دينياً بعد اضطهاد ثيودوسيوس الأول للوثنيين وقرار حظر أي عبادة بخلاف المسيحية داخل الإمبراطورية الرومانية في 391 م. وكما هو الحال في أماكن أخرى، شوهت العديد من النقوش المنحوتة في المعبد من قبل أتباع الديانة المسيحية التي هيمنت على مصر. يُعتقد أن سقف قاعة الأعمدة الأسود، المرئي اليوم، كان نتيجة حريق متعمد يهدف إلى تدمير الصور الدينية التي كانت تُعتبر وثنية.
على مر القرون، اندفن المعبد على عمق 12 متراً (39 قدماً) تحت رمال الصحراء المنجرفة وطبقات طمي النهر التي رسبها النيل. بنى السكان المحليون منازلهم مباشرة فوق أراضي المعبد السابق. وبحلول 1798 لم يكن ظاهراً منه سوى الامتدادت العليا لصروح المعبد، عندما تعرفت بعثة فرنسية عليه. وفي 1860، بدأ عالم المصريات الفرنسي أوغوست مارييت العمل على رفع الرمال عن معبد إدفو.
يعتبر معبد إدفو سليم تقريباً وهو نموذج جيد جداًً لمعبد مصري قديم. جعلت منه قيمته الأثرية وحالته المحفوظة بدرجة كبيرة مركزاً سياحياً في مصر ونقطة توقف متكررة للعديد من المراكب النهرية التي تجوب النيل. في 2005، جُددّ طريق الوصول إلى المعبد بإضافة مركزاً للزوار وموقف سيارات مرصوف. كما أُضيف نظام إضاءة متطور في أواخر 2006 للسماح بالزيارات الليلية.

## دلالته الدينية
يعتبر معبد إدفو أكبر معبد مخصص لحورس وحتحور إلهة دندرة. فقد كان مركزاً للعديد من المهرجانات المكرسة لحورس. وفي كل عام «تسافر حتحور جنوباً من معبدها في دندرة لزيارة حورس في إدفو ومثل ذلك الحدث احتفاءً بزواجهما المقدس مناسبة لعيد وحج كبير».

## تأثيره على العمارة البريطانية
قدم معبد إدفو نموذجاً لمبنى مطحنة تيمبل وركس في هولبيك، ليدز. حيث قُلدّت أعمدة البهو في إدفو عن كثب في واجهة المطحنة.

## معرض الصور

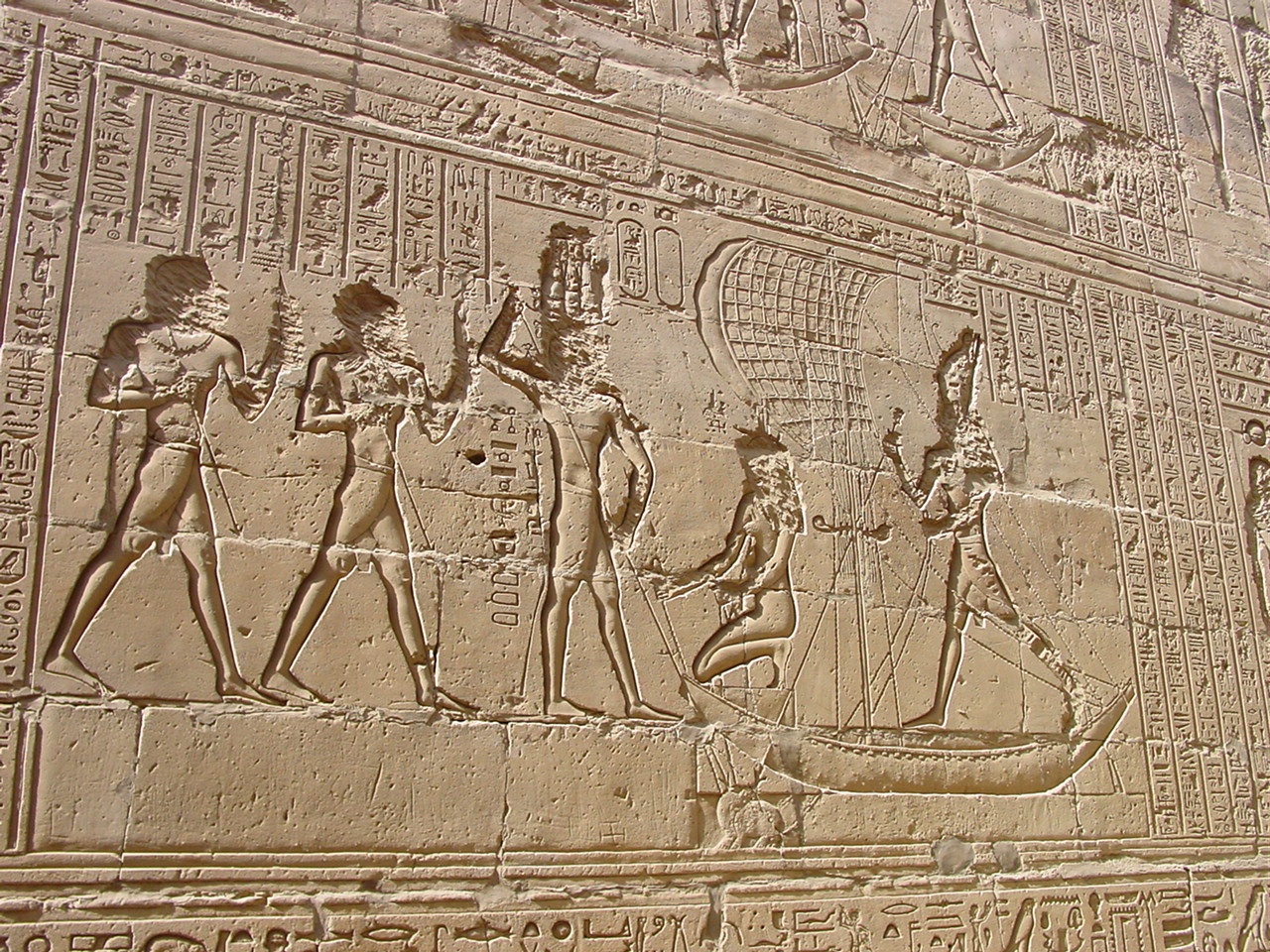
نقوش على جدران معبد إدفو
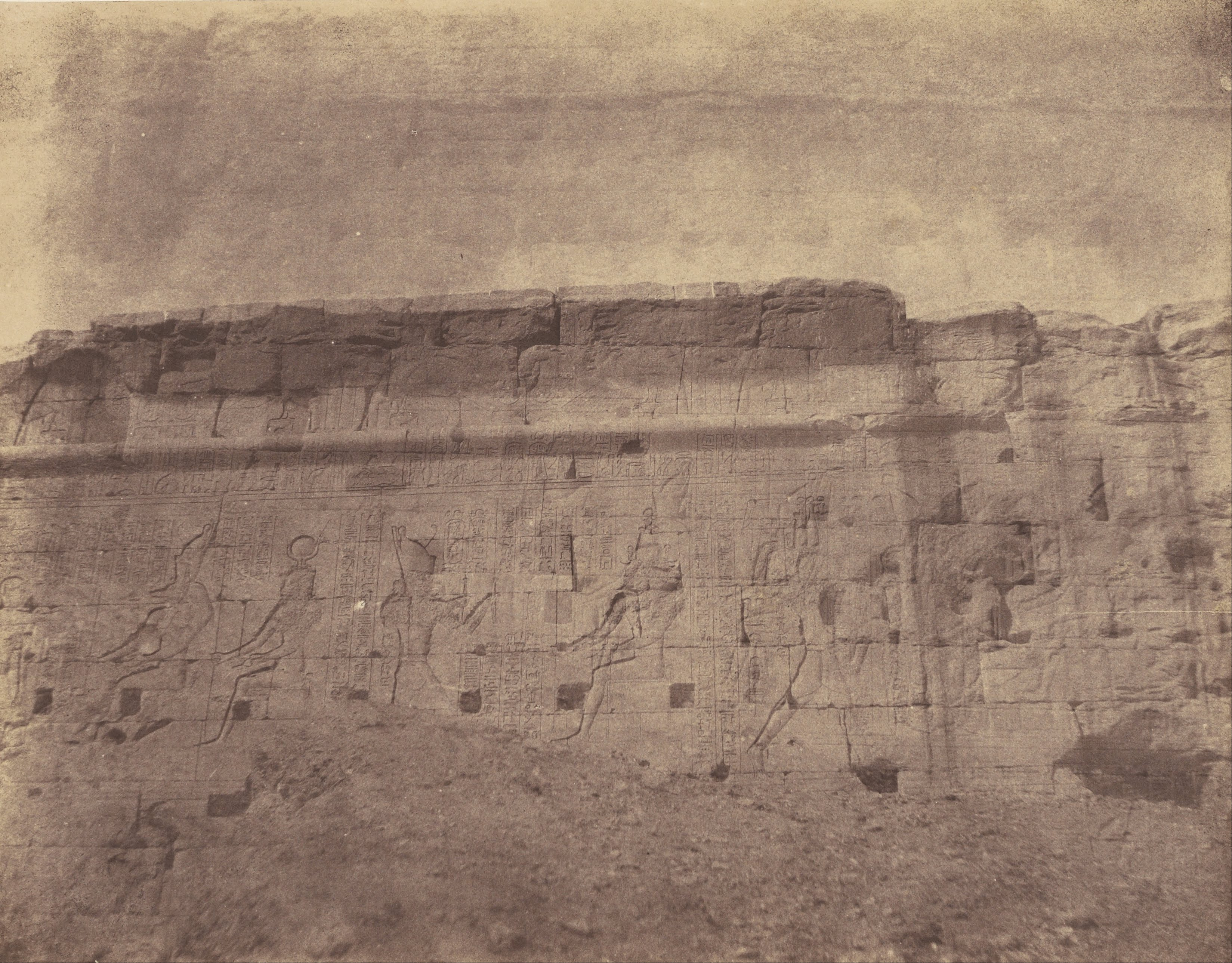
تصوير جون بيسلي غريني للمعبد
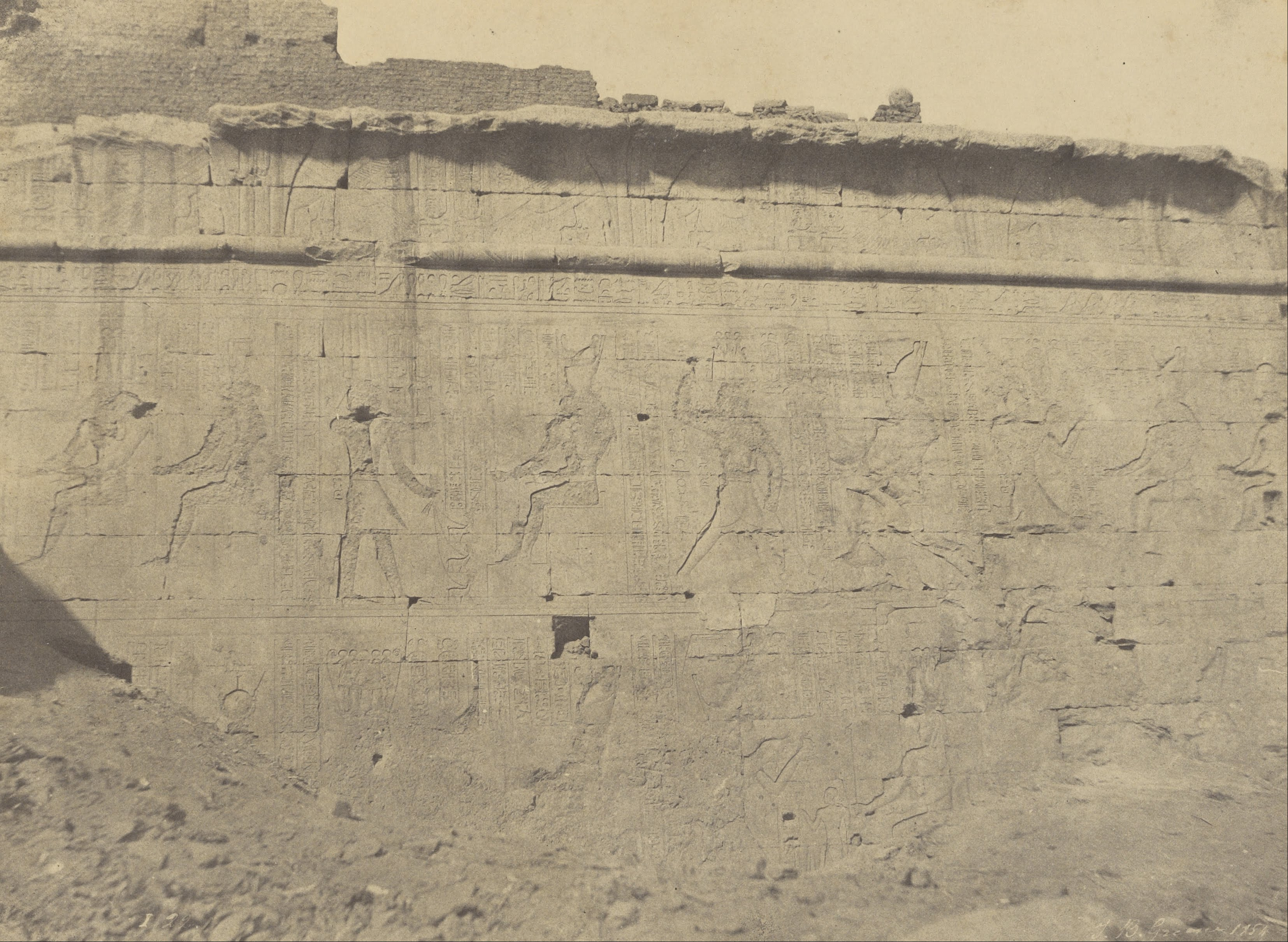
تصوير جون بيسلي جرين للمعبد في 1854
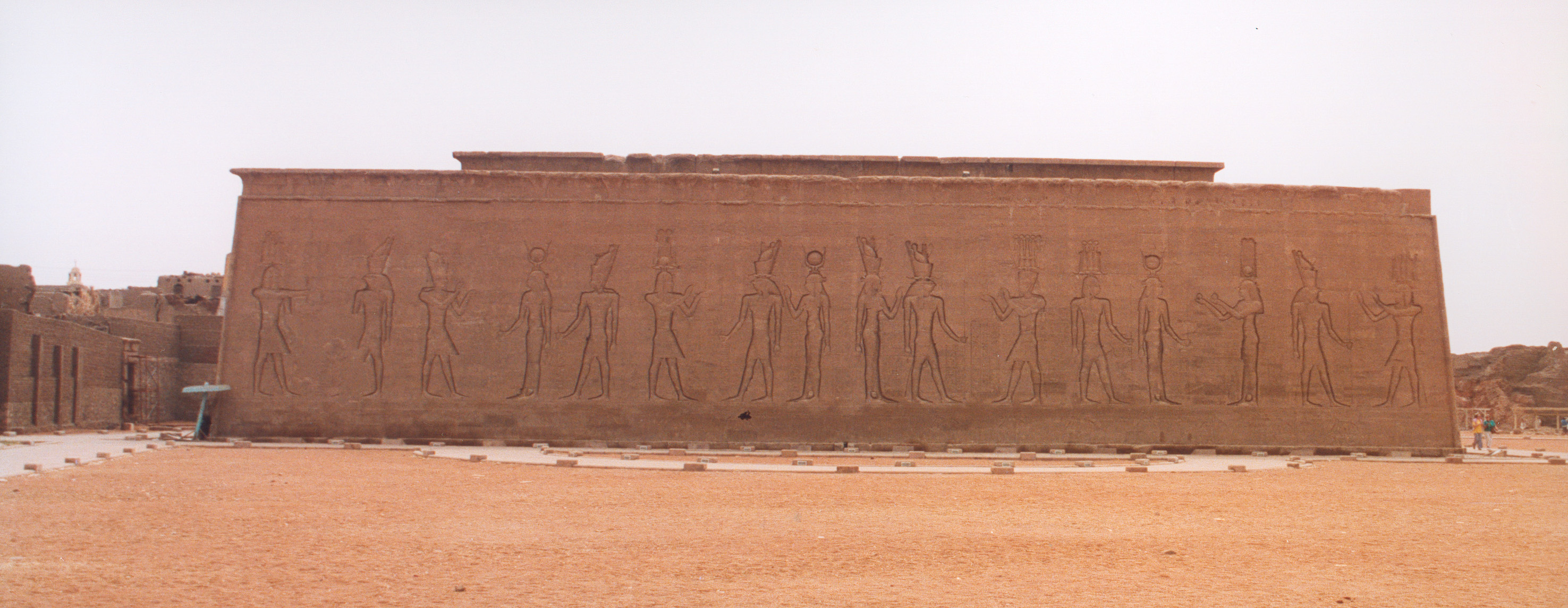
الجزء الخلفي من المعبد
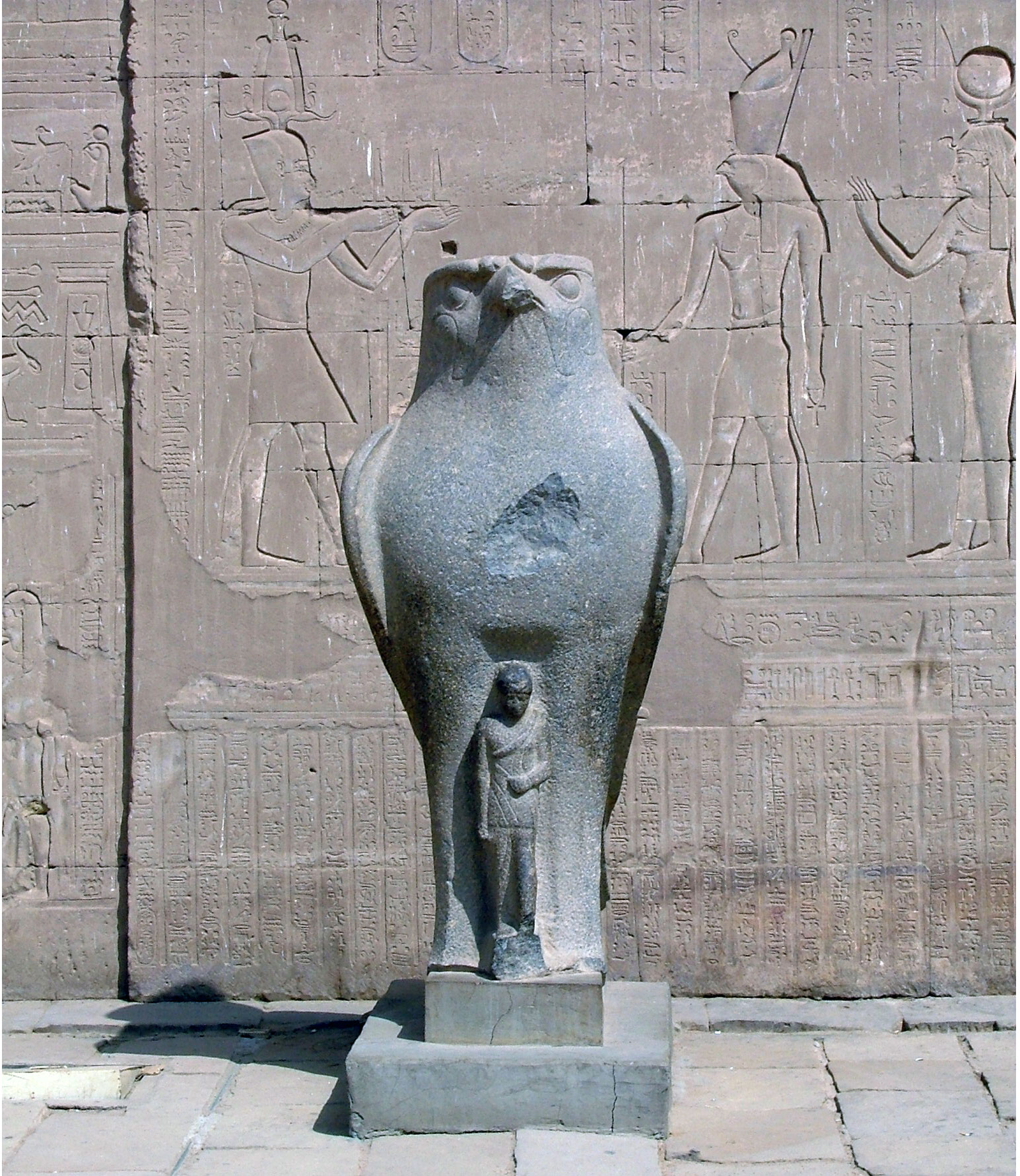
حورس
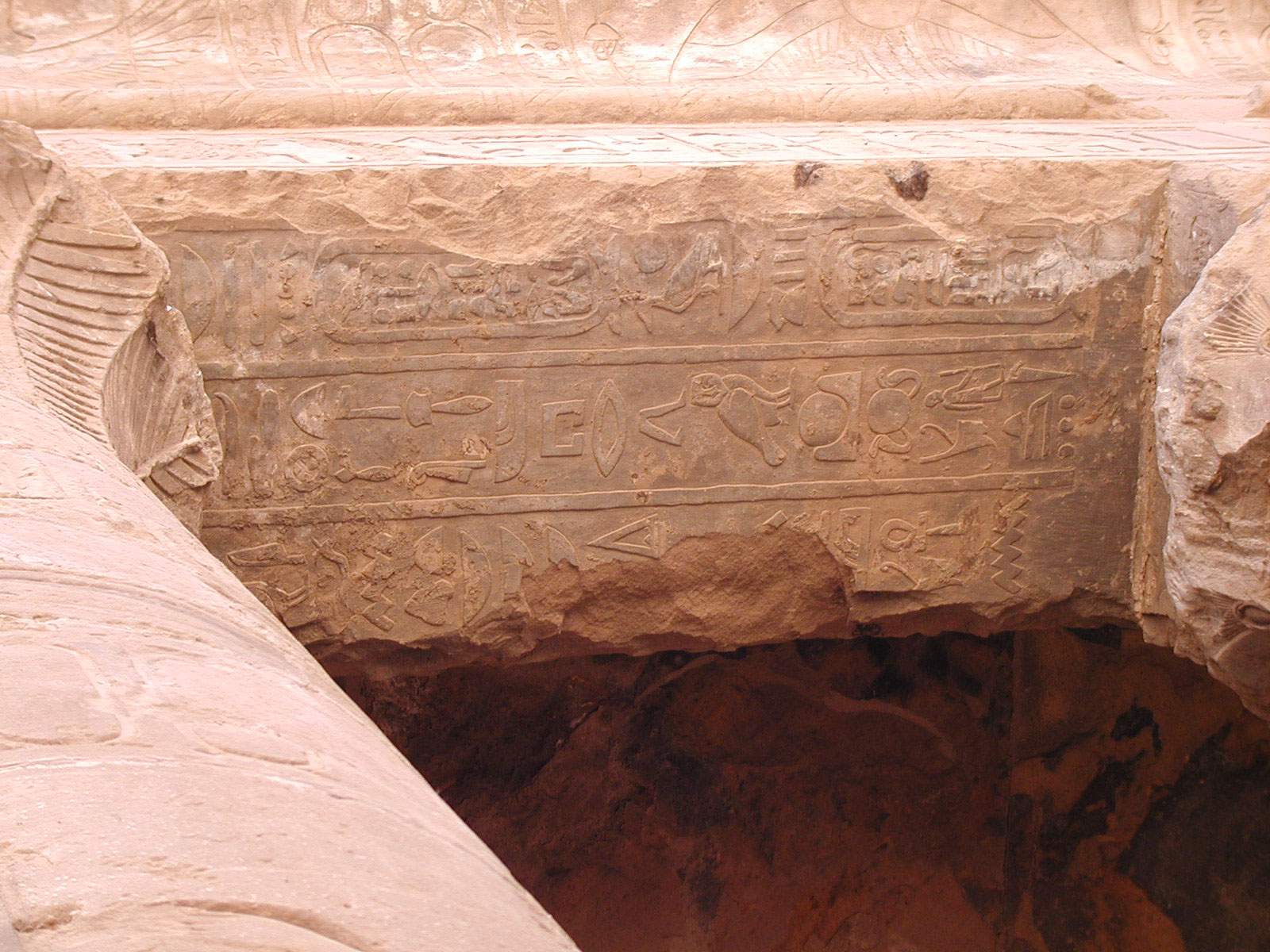
تفاصيل عتبات المدخل
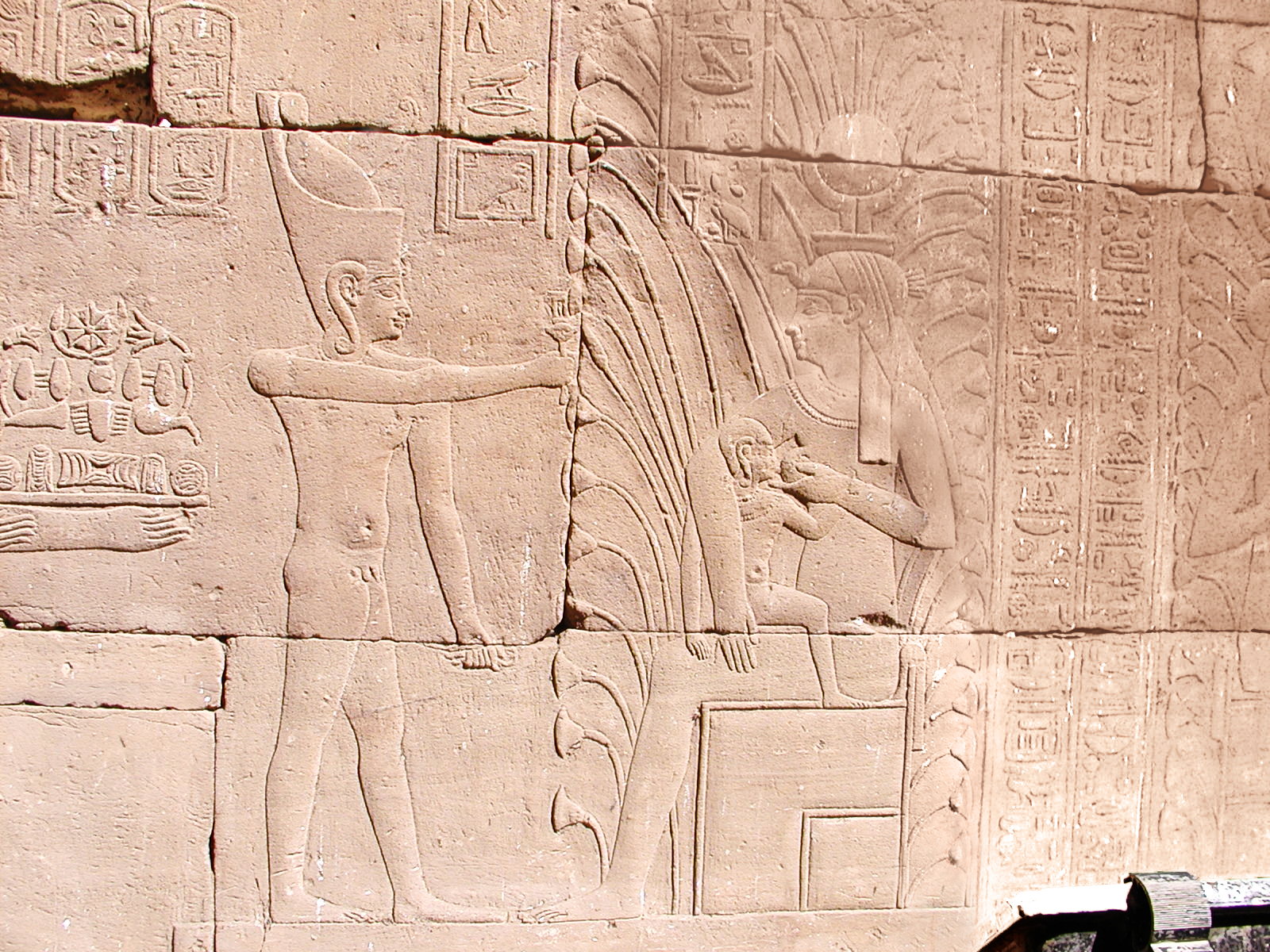
مشهد للرضاعة الطبيعية على الجدران الداخلية
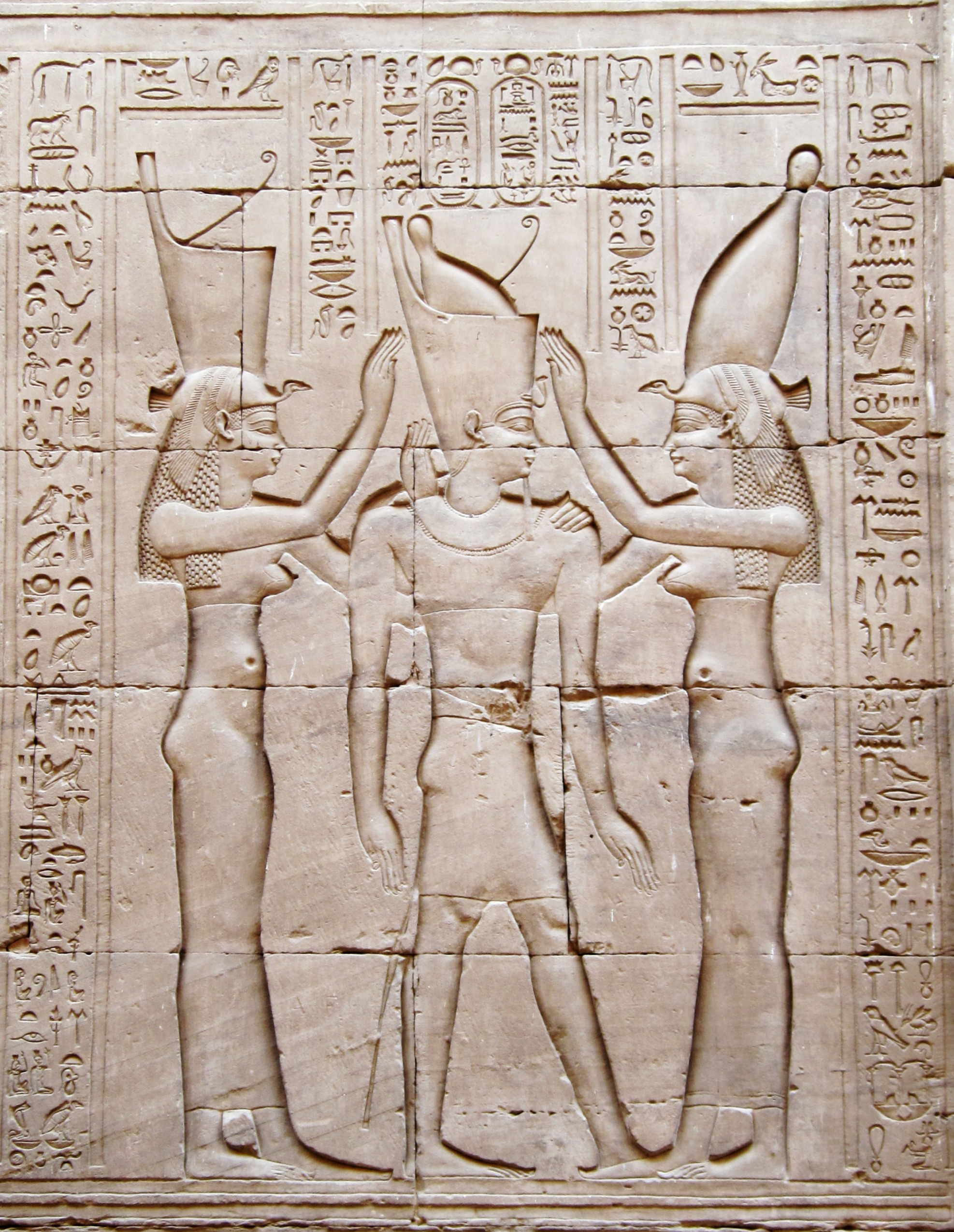
تفاصيل
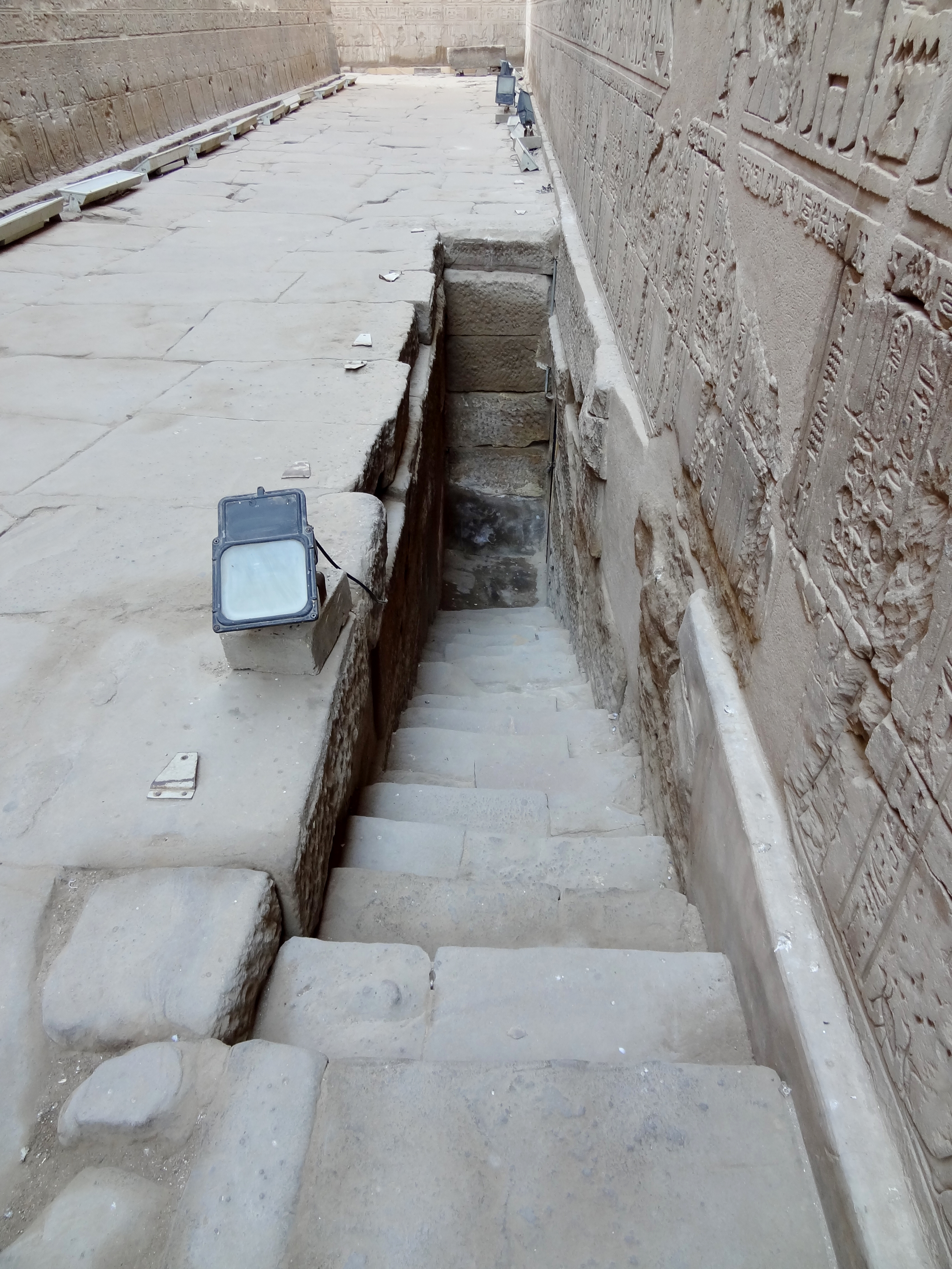
مقياس النيل لقياس منسوب النهر
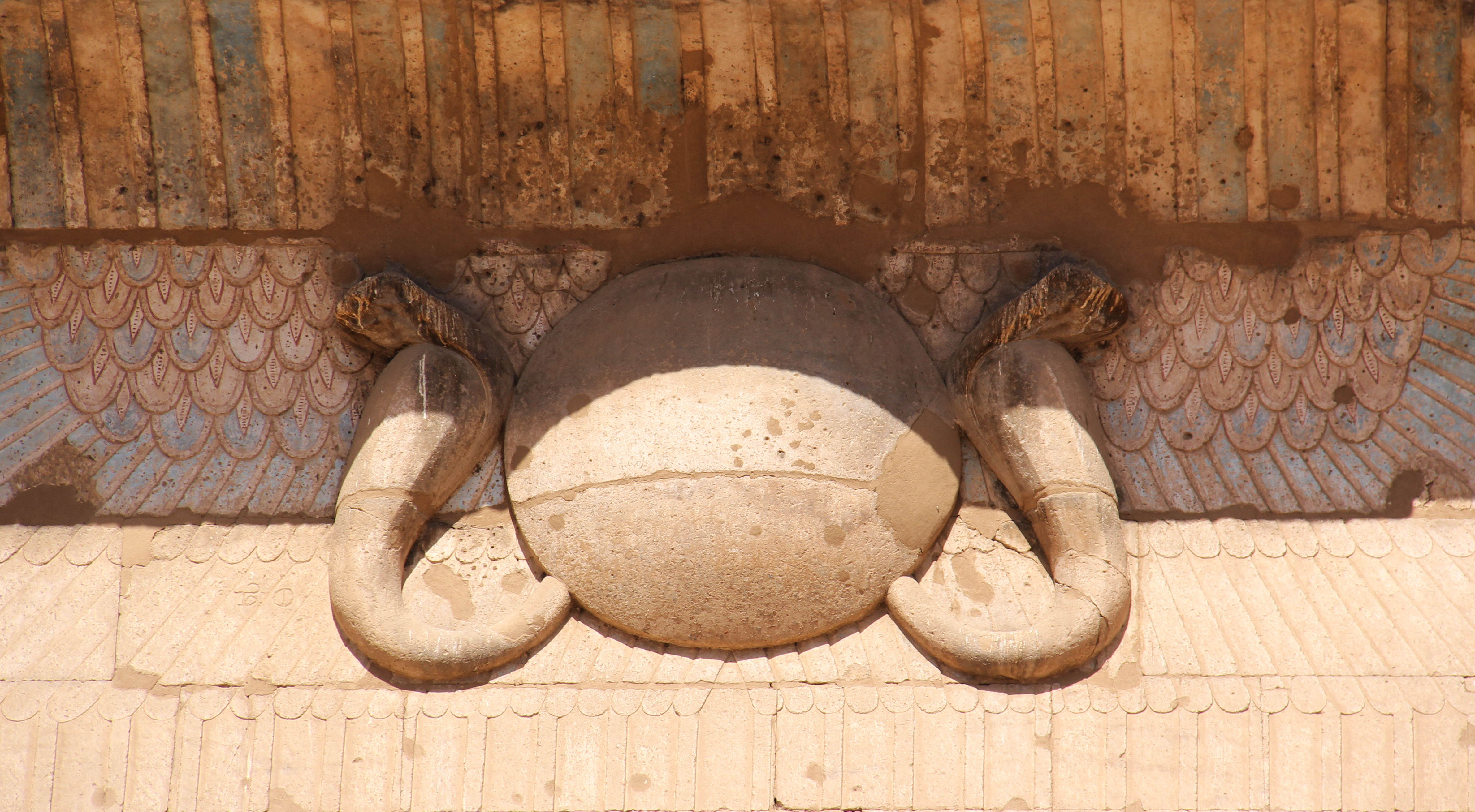
نقوش
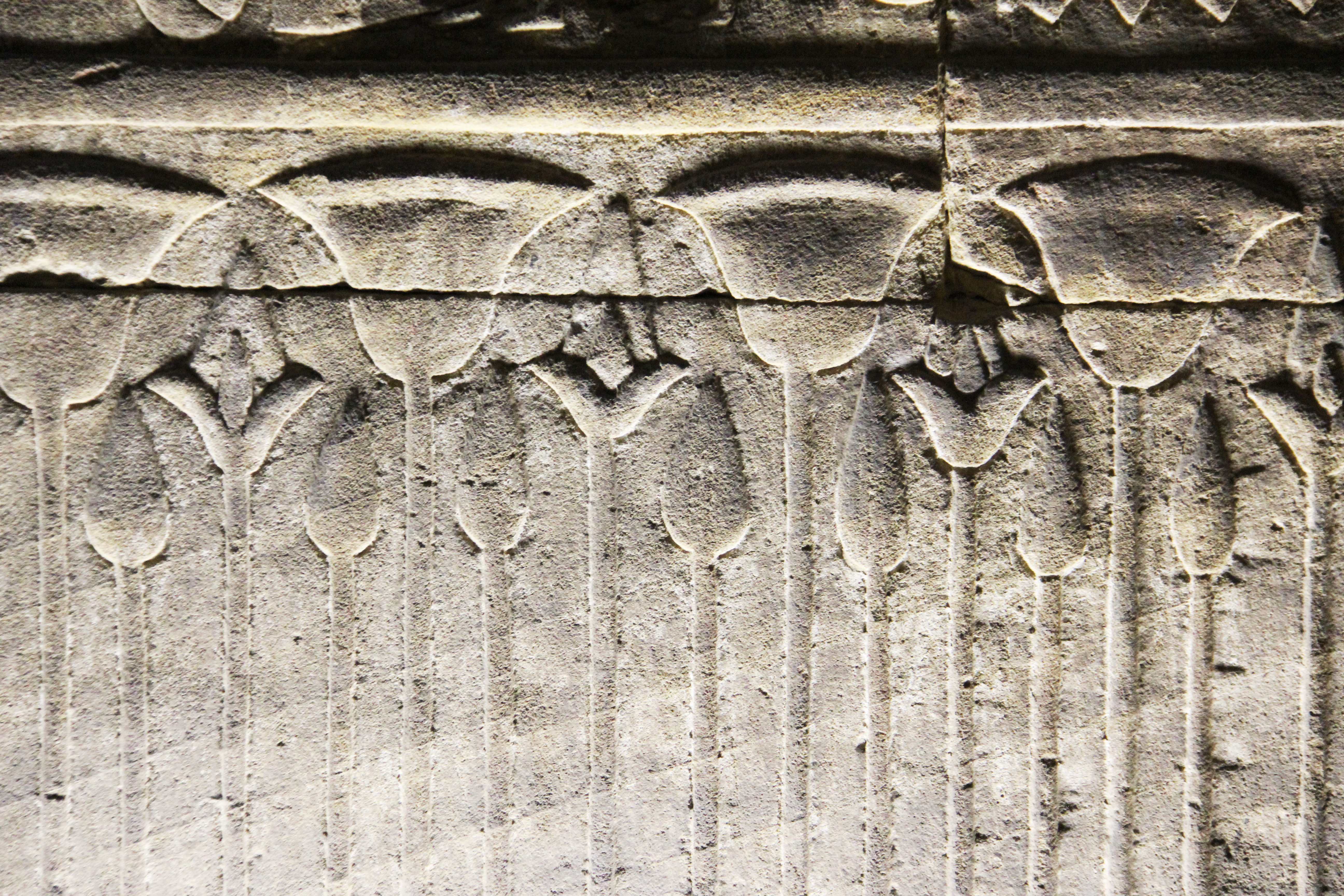
نقوش
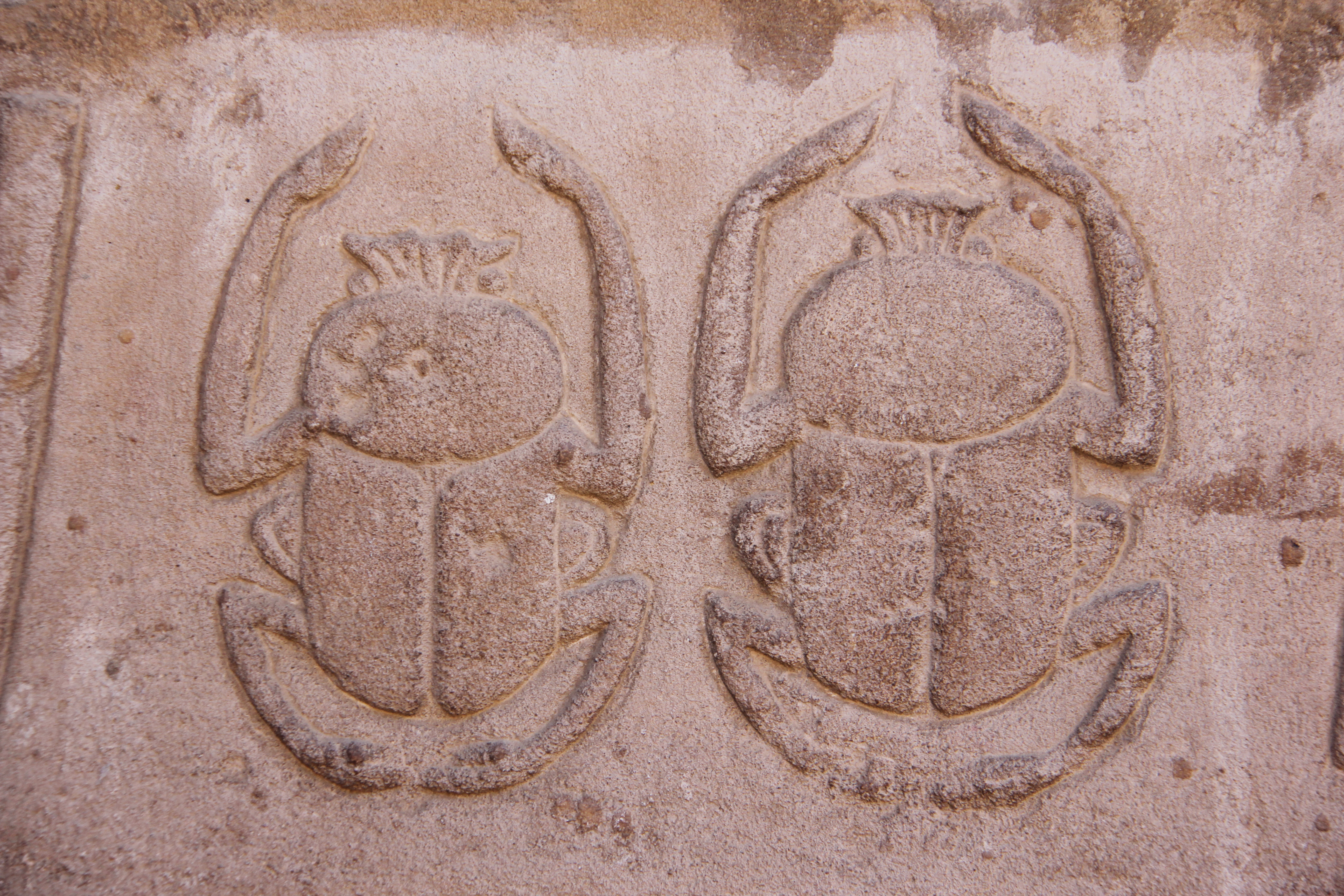
نقوش
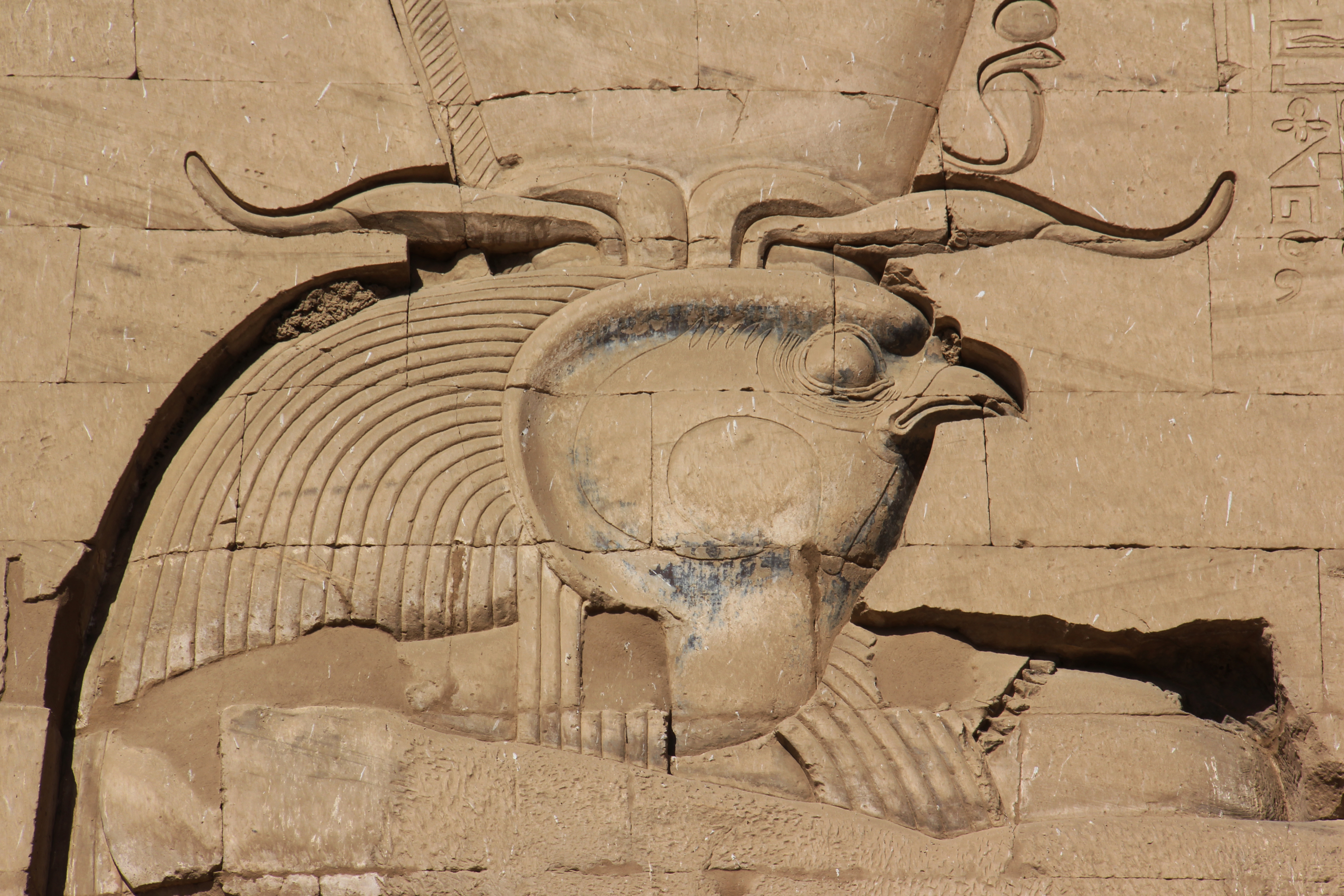
نقوش
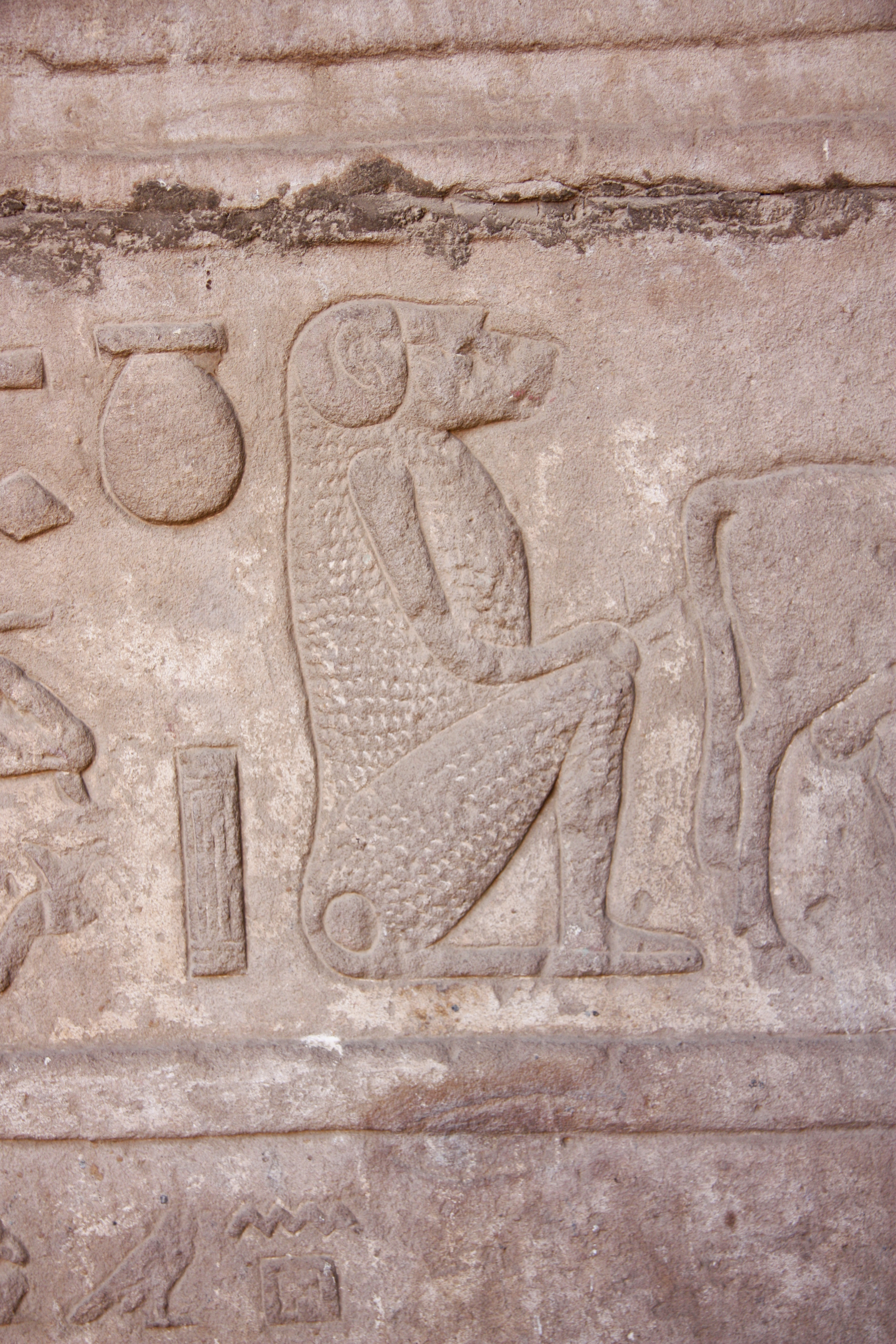
تفاصيل
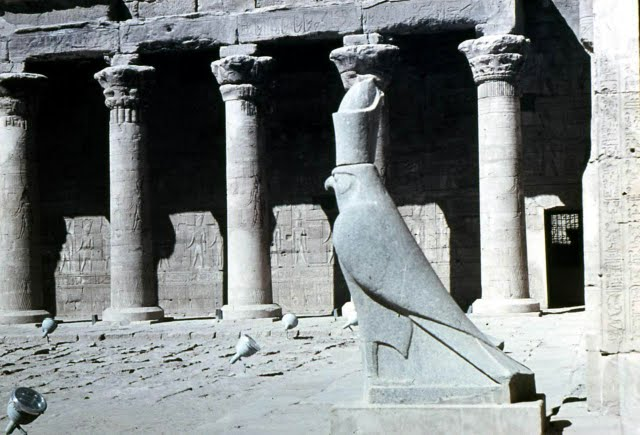
تمثال حورس في فناء المعبد